# Omónia Aradíppou
Maillots
Le Omónia Aradíppou (en grec moderne : Ομόνοια Αραδίππου) est un club chypriote de football fondé en 1929 et basé dans la ville d'Aradíppou, sur la périphérie de la ville de Larnaca.
L’Omónia Aradíppou joue ses matchs à domicile au stade municipal d’Aradíppou, terrain qu’elle partage avec ses rivaux locaux d’Ermís Aradíppou.

## Palmarès
| Compétitions nationales                                                                 |
| - Championnat de Chypre de deuxième division (2) : - Champion : 1977-1978 et 1992-1993. |

## Personnalités du club

### Présidents
- Giorgos Hadjimattheou
- Demetris Makris

### Entraîneurs
- Floros Nikolaou
- Spyros Kastanas
- Nontas Christinakis
- Michalis Markou